# Un homme et une femme (chanson)
Pour les articles homonymes, voir Un homme et une femme (homonymie).
Ne doit pas être confondu avec Chabada.
Pistes de Un homme et une femme
Samba Saravah
(2)
Un homme et une femme est une chanson tirée du film Un homme et une femme de Claude Lelouch de 1966. Sur une musique de Francis Lai et des paroles de Pierre Barouh, elle est interprétée par Pierre Barouh et Nicole Croisille.
Rendue célèbre par ses paroles « Da ba da ba da, ba da ba da ba » et sa mélodie d'influence brésilienne, cette chanson a obtenu le Golden Globe de la meilleure chanson originale. Curieusement, cette suite d'onomatopées a été déformée par la mémoire collective en « Cha ba da ba da ».

## Dans la culture populaire
L'expression « Liste chabadabada » en est venue à désigner, dans une élection, une liste de candidats alternant un homme et une femme, pour raison de parité. Cette expression a été utilisée pour la première fois par Michel Rocard lorsqu'il a proposé de constituer une liste pour les élections européennes. Les associations féministes ont salué cette initiative, mais certaines ont protesté : « et pourquoi pas des listes « badacha » ? »
On peut constater qu'à la même époque, le groupe vocal, Les Swingle Singers, formé à Paris en 1962, avait gagné en popularité avec les classiques Jean-Sébastien Bach et pour paroles, « la la la, la la la la la... » en séquence continue.
François Pérusse fait référence à la chanson dans une des capsules des 2 minutes du peuple. Un personnage guitariste entame l'air de la chanson où les paroles sont déformées en « T'as vu y'a un tabac là-bas, un tabac là-bas ».

## Reprises
- Björn Lindroth a écrit en 1967 une version norvégienne du texte, intitulée En mann og en kvinna (un homme et une femme) et interprétée par Kirsti Sparboe et Arne Bendiksen.

- La chanson a aussi été enregistrée par Mireille Mathieu.
- Il existe des versions en anglais "A man and a woman" enregistrée par Andy Williams ou par Johnny Lytle ou par Engelbert Humperdinck.
- Il existe une version japonaise "Daba Dabada Daba Dabada" interprétée par Hideo Koh
- Los Stop ont enregistré une version espagnole "Un hombre y una mujer"

## Divers
Une chanson en français ayant également comme titre Cha ba da ba da fut composée par André Popp et écrite par Robert Gall. Elle a été interprétée par Nancy Holloway pour son album éponyme en 1964.

## Classements hebdomadaires
| Classement (1966)                       | Meilleure position |
| --------------------------------------- | ------------------ |
| Belgique (Wallonie Ultratop 50 Singles) | 41                 |